# Ekstrofija-epispadija kompleks
Ekstrofija-epispadija kompleks (EEK) je spektar urođenih anomalija koje uključuje: ekstrofiju bešike, epispadiju, ekstrofiju kloake i njihove varijante.

## Epidemiologija
Ekstrofija-epispadija kompleks je retka anomalija. Defekt se javlja u 1:50.000 živorodjenih, malo češće kod muškog pola.
Nasleđe igra glavnu ulogu. Deca rođena u braku roditelja sa EEK imaju mogućnost 1:70 da se rode sa EEK. Ako porodica ima jednog člana sa EEK, mogućnost da se bolest ponoovo javi u porodici su 1:100.

## Etiologija
Ekstrofiju bešike, epispadiju, ekstrofiju kloake i njhove varijante imaju isti uzrok – defekt u toku emriogeneze. Separacija primitivne kloake na urogenitalni
sinus (skraćeno UGS) i zadnje crevo u toku prva 3 m unutarmateričnog razvoja podudara se sa maturacijom prednjeg trbušnog zida. Zastoj ili prekid migracije
mezenhima između slojeva ektoderma i endoderma donjeg abdominalnog zida dovodi do destabilizacije kloakalne membrane.
Prevremena ruptura kloakalne membrane pre njenog pomeranja kaudalno uzrokuje pojavi spektra ovih infraumbilikalnih anomalija. Ruptura kloakalne membrane posle kompletnog odvajanja urogenitalnog sistema od GIT uzrokuje pojavu EEK. Stepen deformiteta zavisi od vremena kada se desi ruptura kloakalne membrane. Što se ta rupura ranije desi, defekt je veći.

## Patoanatomija
Bešika i tkiva oko nje su od unutra eksponirana i otvoreni ka napred i napolje. Koža, mišići, pubične kosti i donji deo prednjeg trbuha nisu povezani niti zatvoreni u „karlični prsten“. 
Unutrašnjost bešike čini sluzokoža koja je eksponirana napred i napolje gde se vidi slobodno otvaranje uretera i oticanje mokraće. Umesto normalnog ovoidnog oblika bešika je ravna sa naborima sluznice i keratizacijom kao posledicom izlaganja spoljnoj sredini. 
Veliki su problemi sa abdominalnom muskulaturomi karličnim kostima. Ureteri i bubrezi uglavnom izgledaju normalno bez opstrukcije jer je otvaranjem uretera prema spolja omogućeno neometano oticanje mokraće Glavni problemi u EEK su mutilantan – nakazan izgled, potpuno deformisan i rasturen penis, klitoris podeljen na 2 dela sa protruzijom ka spolja i stalna inkontinencija mokraće.

## Klinička slika
Znaci i simptomi klasićne ekstrofije mokraćne bešike predstavljaju:  
- Defekt u trbušnom zidu koji zauzima i ekstrofirana bešika kao i deo uretre

- Spljošteni puborektalni remen

- Odvajanje pubične simfize

- Skraćivanje stidnog ramena

- Spoljašnja rotacija karlice.

Žene često imaju pomeren i sužen otvor rodnce, bifidni klitoris i divergentne genitalne usne.

## Dijagnoza
Dijagnoza anomalije, se postavlja inspekcijom jer je anomalija očigledna. Od dodatnih ispitivanaja, koje treba da obuhvate dispitivanja stanja bubrega, uretera, mišićnog i koštano – zglobnog tkiva karlice sprovode se:
- nativana radiografija karlice,
- radiografija uretera i gornjeg dela urinarnog sistema ubrizgavanjem kontrasta.

Prenatalna dijagnostika

Prenatalno ekstrofija-epispadija kompleks se jasno vidi na ultrasonografiji. 

## Terapija
Terapija je primarno hirurška i izvodi se u više faza:
- Prvo se u roku od 48 časova radi (ako je moguće) primarna rekonstrukcija mokraćne bešike sa zatvaranjem karličnog prstena bez osteotomije (reseciranja) ilijačnih ili pubičnih kostiju.
- Zatim se, nešto kasnije vrši intervencija koja zahteva jednu ili obe osteotomije.

## Prognoza
Prognoza EEC je uglavnom dobra u smislu preživljavanja i ako rekonstrukcija uspe i ako ne uspe. Međutim inkontinenciju koja se danas sve više uspešno rešava rekonstruktivnim hirurškim zahvatom uz primenu CIC (eng. Clean Intermitent Catheterisation), može imati lošu prognozu i komplikacije.
Problem seksualne funkcije i fertiliteta penisa je najveći, mada su opisane i porodice i generacije sa ekstrofija-epispadijalnim kompleksom, koje su imale poroda.

## Literatura
- Nedima ATIĆ, Izeta SOFTIĆ, Jasminka TVICA (2007). „Anomalije urinarnog trakta u djece”. Pedijatrija danas. 3 (2): 149—163.

## Spoljašnje veze
- Urođene anomalije bubrega i urinarnog trakta kod dece — Prof. dr Dušan Šćepanović
- (језик: хрватски)

|  | Molimo Vas, obratite pažnju na važno upozorenje u vezi sa temama iz oblasti medicine (zdravlja). |